# Шарковщинский район
Ша́рковщинский райо́н (бел. Ша́ркаўшчынскі (Шаркóўшчынскі) раён) — административная единица на западе Витебской области Республики Беларусь. Административный центр — городской посёлок Ша́рковщина.
Численность населения — 12 653 человек (на 1 января 2025 года).

## Административное устройство
В районе 6 сельсоветов:
- Бильдюгский
- Германовичский
- Иодский
- Лужковский
- Радюковский
- Станиславовский

Упразднённые сельсоветы на территории района:
- Воложинский
- Ручайский[5]

29 апреля 2004 года упразднён Ручайский сельсовет.

## География
Территория района расположена в западной части Витебской области в пределах Полоцкой низины, граничит с Браславским, Миорским, Поставским, Глубокским районами. В районе 6 сельсоветов, 272 населённых пункта.
Районный центр — городской посёлок Шарковщина, расположен в 210 км от города Витебска и в 195 км от города Минска. Площадь района — 1197 кв. км. Протяжённость с запада на восток — 60 км, с севера на юг — 30 км. Преобладающие высоты — 150—130 м.
Полезные ископаемые: глина, песчано-гравийный материал, торф.
Леса занимают 19 % территории.
На территории Шарковщинского района расположено 11 озёр общей площадью 470,5 га и 4 искусственных пруда общей площадью 35 га. Крупнейшие озёра — Илово, Корцея, Освято, Верхи, Алашское. С запада на восток протекает река Дисна с притоками Мнюта, Берёзовка, Янка.
В районе имеется 4 старинных парка XVIII—XIX веков и 36 заказников областного и местного значения площадью 6800 га. Взято под охрану 3 вида птиц (скопа, дербник, чёрный аист), занесённых в Красную книгу Республики Беларусь.

### Заказники
- Ландшафтный заказник республиканского значения "Ельня"
- Водно-болотный заказник «Жада». Расположен на территории Миорского и Шарковщинского районов

## Геральдика
Герб и флаг учреждены Указом Президента Республики Беларусь от 20 января 2006 г. № 36 и зарегистрированы в Государственном геральдическом регистре  Республики  Беларусь 6 февраля 2006 г. № Б-66 и Б-67. Одобрены решением Шарковщинского районного Совета депутатов от 27 июня 2003 г. № 12.

## История
Первое из известных поселений людей в Шарковщинском крае, согласно данным археологических раскопок и исследований, учёные датируют X—XII веками (Городец).
Район образован 15 января 1940 года. Первоначально находился в составе Вилейской области, 20 сентября 1944 года передан в состав Полоцкой области, а после её упразднения в 1954 году — в состав Молодечненской области. 3 октября 1959 года к Шарковщинскому району была присоединена часть территории упразднённого Дисненского района. С 20 января 1960 года — в Витебской области. 17 апреля 1962 года район был упразднён, его территория разделена между Браславским (переданы Бильдюгский и Корницкий сельсоветы) и Миорским районами (переданы Шарковщина и сельсоветы: Буйковский, Германовичский, Дулиновский, Жуковщинский, Пяликский, Ручайский, Шкунтикский). 30 июля 1966 года района восстановлен вновь. 9 декабря 1987 года Дулиновский сельсовет реорганизован в Радюковский сельсовет. 13 сентября 1989 года деревня Ульяново включена в состав городского посёлка Шарковщина.
20 октября 1995 года административные единицы Шарковщинский район и посёлок Шарковщина, имеющие общий административный центр, объединены в одну административную единицу — Шарковщинский район.

## Демография
Численность населения — 12 653 человек (на 1 января 2025 года), в том числе городское — 5 945 человек (Шарковщина — 5 945 человек), сельское — 6 708 человек.
Численность населения района на 1 января 2023 года составила 13 362 человек.
| Численность населения | Численность населения | Численность населения | Численность населения | Численность населения | Численность населения | Численность населения | Численность населения | Численность населения |
| 1970                  | 1979                  | 1989                  | 1996                  | 2001                  | 2002                  | 2003                  | 2004                  | 2005                  |
| --------------------- | --------------------- | --------------------- | --------------------- | --------------------- | --------------------- | --------------------- | --------------------- | --------------------- |
| 30 119                | ▼27 811               | ▼24 971               | ▲25 044               | ▼23 120               | ▼22 622               | ▼22 140               | ▼21 664               | ▼21 160               |
| 2006                  | 2007                  | 2008                  | 2009                  | 2010                  | 2011                  | 2012                  | 2013                  | 2014                  |
| ▼20 674               | ▼20 047               | ▼19 616               | ▼19 163               | ▼18 614               | ▼18 116               | ▼17 591               | ▼17 267               | ▼16 854               |
| 2015                  | 2016                  | 2017                  | 2018                  | 2019                  | 2020                  | 2021                  | 2022                  | 2023                  |
| ▼16 472               | ▼16 021               | ▼15 691               | ▼15 380               | ▼15 013               | ▼14 675               | ▼14 313               | ▼13 847               | ▼13 362               |
| 2024                  | 2025                  |                       |                       |                       |                       |                       |                       |                       |
|                       | ▼12 653               |                       |                       |                       |                       |                       |                       |                       |

| Национальный состав по переписи населения 2019 года | Национальный состав по переписи населения 2019 года | Национальный состав по переписи населения 2019 года | Национальный состав по переписи населения 2009 года | Национальный состав по переписи населения 2009 года | Национальный состав по переписи населения 2009 года |
| Народ                                               | Численность                                         | %                                                   | Народ                                               | Численность                                         | %                                                   |
| --------------------------------------------------- | --------------------------------------------------- | --------------------------------------------------- | --------------------------------------------------- | --------------------------------------------------- | --------------------------------------------------- |
| Белорусы                                            | 13 678                                              | 92,78%                                              | Белорусы                                            | 17 118                                              | 91,93%                                              |
| Русские                                             | 695                                                 | 4,71%                                               | Русские                                             | 929                                                 | 4,99%                                               |
| Поляки                                              | 169                                                 | 1,15%                                               | Поляки                                              | 250                                                 | 1,34%                                               |
| Украинцы                                            | 109                                                 | 0,74%                                               | Украинцы                                            | 120                                                 | 0,64%                                               |
| Латыши                                              | 17                                                  | 0,12%                                               | Латыши                                              | 14                                                  | 0,08%                                               |
| Цыгане                                              | 10                                                  | 0,07%                                               | Цыгане                                              | 12                                                  | 0,06%                                               |

По переписи 1959 года, в районе проживало 29 926 человек, в том числе 24 678 белорусов (82,46%), 3334 поляка (11,14%), 1720 русских (5,75%), 84 украинца, 37 татар, 21 еврей.
В 2018 году 15,7% населения района было в возрасте моложе трудоспособного, 51,2% — в трудоспособном, 33,1% — старше трудоспособного. В 2017 году коэффициент рождаемости составил 10 на 1000 человек, коэффициент смертности — 23,5 (самый высокий в Витебской области) (средние коэффициенты рождаемости и смертности по Витебской области — 9,6 и 14,4, по Республике Беларусь — 10,8 и 12,6). В 2017 году в районе родилось 149 и умерло 352 человека. Сальдо внутренней миграции отрицательное (в 2017 году — -129 человек).
В 2017 году в районе было заключено 73 брака (4,9 на 1000 человек) и 38 разводов (2,5 на 1000 человек); средние показатели по Витебской области — 6,4 и 3,4 на 1000 человек, по Республике Беларусь — 7 и 3,4 на 1000 человек соответственно.

## Экономика
Средняя зарплата в районе составляет 71,9% от среднего уровня по Витебской области (2017 год), что является самым низким показателем в Витебской области и во всей Республике Беларусь (494,2 рубля). В 2017 году в районе действовало 66 микроорганизаций и 6 малых организаций. В 2017 году 28,6% организаций района были убыточными, что было самым высоким показателем в Витебской области (в 2016 году — 14,9%). В 2015—2017 годах в реальный сектор экономики района поступило 5 млн долларов иностранных инвестиций, 99% которых — прямые. В 2017 году предприятия района экспортировали товаров на сумму 1,5278 млн долларов, импортировали на 0,1634 млн долларов (сальдо — 1,3644 млн долларов).
Выручка от реализации продукции, товаров, работ, услуг за 2017 год составила 54,2 млн рублей (около 27 млн долларов), в том числе 28,9 млн рублей пришлось на сельское, лесное и рыбное хозяйство, 6,8 млн на промышленность, 8,9 млн на строительство, 9,2 млн на торговлю и ремонт.

### Сельское хозяйство
Основа экономики Шарковщинского района — сельское производство.
Агропромышленный комплекс представлен 7 сельскохозяйственными производственными кооперативами, 2 коммунальными унитарными производственными сельскохозяйственными предприятиями и 31 крестьянским (фермерским) хозяйством. Техническое обслуживание осуществляет открытое акционерное общество «Шарковщинский агротехсервис».

#### Растениеводство
Общая площадь сельскохозяйственных угодий составляет 57,0 тыс.га, в том числе 35,3 тыс.га — пашни, 278 га — сады.
Сельскохозяйственные организации специализируются на выращивании зерновых культур, картофеля, льна, занимаются производством молока и мяса. В 2008 году в районе намолочено 49 тыс. тонн зерна, произведено 15,4 тыс. тонн рапса. За январь-март 2009 года реализовано скота в живом весе 594,3 тонны, молока в общем объёме реализации — 49,7 тонн.
Урожайность зерновых культур в 2008 году составила 29,7 ц/га (в амбарном весе), рапса — 15,4 ц/га.
В 2017 году под зерновые культуры было засеяно 12,5 тыс. га пахотных площадей, под кормовые культуры — 21,5 тыс. га. Валовой сбор зерновых и зернобобовых в 2017 году составил 25,7 тыс. т (средняя урожайность — 21,5 ц/га).

#### Животноводство
Поголовье скота на 1 апреля 2009 года составляет:
Крупный рогатый скот: 31 653 голов (в том числе коровы — 8140 голов)
Свиньи — 18 253 головы
Лошади — 645 голов.
Удой молока на корову на 1 апреля 2009 года составил 313 кг, среднесуточный привес крупного рогатого скота 454 г, свиней — 418 г.
На 1 января 2018 года в сельскохозяйственных организациях района (без учёта фермерских и личных хозяйств населения) содержалось 25,2 тыс. голов крупного рогатого скота (в том числе 9,2 тыс. коров) и 11,9 тыс. свиней. За 2017 год было произведено 3295 т мяса (в убойном весе) и 18 550 т молока.

### Промышленность
Промышленность района представлена двумя предприятиями: частным унитарным предприятием «Шарковщинский консервно-овощесушильный завод» и частным унитарным предприятием «Шарковщинский комбинат кооперативной промышленности». Промышленные предприятия расположены в городском поселке Шарковщина. Среднесписочная численность работников, занятых на промышленных предприятиях, составляет 274 человека или 4,2 % от занятых в народном хозяйстве района.

### Строительство
В целях обеспечения выполнения Государственной программы возрождения и развития села на 2005—2010 гг., утвержденной Указом Президента Республики Беларусь от 25.03.2005 г. № 150 и поручений Президента Республики Беларусь утвержден перечень строительства 10-ти агрогородков в Шарковщинском районе в 2005—2010 гг.:
- 2005 год — Бильдюги, Лужки
- 2006 год — Германовичи
- 2007 год — Пялики, Иоды
- 2008 год — Васюки, Радюки
- 2009 год — Великое Село, Новоселье, Дворново
- 2010 год — Шити, Столица, Ручей, Зорька

За 3 месяца 2009 года введено 19 жилых домов общей площадью 1726 кв. м. Из них в сельскохозяйственных организациях построено 15 домов общей площадью 1202 м², что составило 28,8 % к заданию года.
На строительство жилых домов за 3 месяца 2009 года получено с начала года 2384 млн рублей инвестиций.

### Транспорт
Транспортная сеть в районе представлена железнодорожным и автомобильным транспортом. Через территорию районного центра г. п. Шарковщина проходит железнодорожная линия «Крулевщизна - Друя».
Автотранспортное обслуживание населения осуществляет Шарковщинский филиал автотранспортного предприятия № 16 города Глубокое.
Протяженность маршрутной сети составляет 527 км. Производственные транспортные услуги оказывают структурные подразделения районных предприятий и организаций: автобаза Шарковщинского райпо, ОАО «Агротехсервис». Услуги такси (пассажирские перевозки) и перевозку грузов оказывают индивидуальные предприниматели.

### Связь
Услуги почтовой связи в районе оказывают 20 сельских отделений почтовой связи и участок обмена и обработки почты. Услуги электросвязи в районе оказывают районный узел электросвязи и Германовичский линейно-технический участок.

### СМИ
- Районное радиовещание
- Районная газета «Кліч Радзімы»

## Здравоохранение
В 2017 году в учреждениях Министерства здравоохранения Республики Беларусь насчитывалось 30 практикующих врачей (20,3 в пересчёте на 10 тысяч человек; средний показатель по Витебской области — 37, по Республике Беларусь — 40,5) и 170 средних медицинских работников. В лечебных учреждениях района насчитывалось 105 больничных коек (71 в пересчёте на 10 тысяч человек; средний показатель по Витебской области — 80,5, по Республике Беларусь — 80,2).

## Культура и образование
В Шарковщинском районе функционируют 57 учреждений культуры, деятельность которых направлена на исполнение законодательных и нормативно-плановых актов в отрасли культуры, районных программ.
Среди них:
- районный Дом культуры — 1
- сельских Домов культуры — 13
- сельских клубов — 8
- клуб-библиотека — 2
- районный Центр ремёсел — 1 (имеет филиал в агрогородке Германовичи)
- районная библиотека — 1
- библиотек-филиалов — 25
- школ искусств — 2 (Лужковская ДШИ имеет филиал в агрогородке Германовичи)
- музеев — 2 (Германовичский музей культуры и быта имеет филиал в д. Городец)
- автоклуб — 1
- библиобус — 1

В учреждениях культуры работают 119 клубных объединений. Среди многочисленных коллективов художественной самодеятельности 19 любительских объединений, народный хор «Спадчына», клуб народных мастеров «Талака», образцовый цирковой коллектив «Мара», коллектив народной песни Лужковского сельского Дома культуры «Лужкаўскія песняры», фольклорный коллектив «Купалинка» Ковшелевского сельского Дома культуры, литературно-музыкальное объединение «Світанак», самодеятельный народный клуб национальной кухни «Груца».
В районе работают 83 коллектива художественной самодеятельности, в которых участвуют 767 человек. Экспозиция Германовичского музея культуры и быта расположены в усадебном доме, входящим в дворцово-парковый комплекс XVIII века. Музей является хранителем материальных и духовных ценностей Шарковщинского края. Он состоит из 4 комнат и подвального помещения, в которых представлены предметы традиционного сельского быта, предметы труда, коллекция посуды из глины, материалы, посвящённые жизненному пути Я. Дроздовича, М. Машары, П. Костюкевича, Т. Кириллова.
В учреждениях образования района работает 589 педагогов. В школах района работают 3 отличника образования, 1 учитель награждён медалью Франциска Скорины.
Социально-психологическую помощь оказывают 7 психологов, 7 дефектологов, 13 социальных педагогов.
Сеть учебно-воспитательных учреждений:
- 8 общеобразовательных средних школ (из них 2 школы-детские сады)
- 10 общеобразовательных базовых школ
- 3 общеобразовательных начальных школ (из них 3 школы-детские сады)
- 10 дошкольных учреждений
- УО «ГЦВР г. п. Шарковщина»
- УО «ГРКЦРО и Р»
- УО «Государственный социальный приют для несовершеннолетних г. п. Шарковщина»

Дошкольное образование:
- Обучение и воспитание детей осуществляется по обновленной национальной программе «Пралеска».

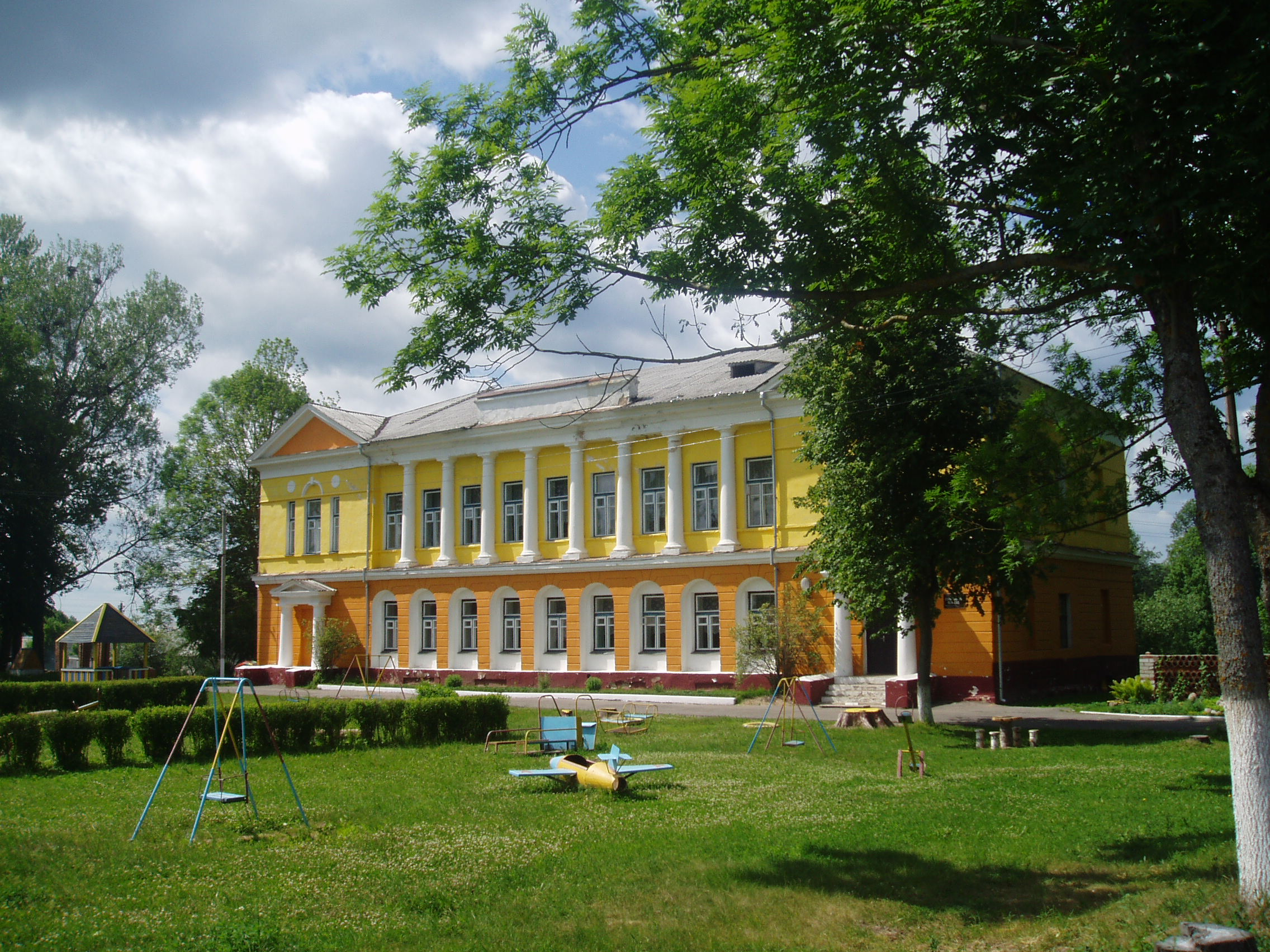
Художественно-этнографический музей имени Язепа Дроздовича в аг. Германовичи

- Художественно-этнографический музей имени Язепа Дроздовича в аг. Германовичи70 % дошкольников посещают кружки, студии, клубы по интересам.
- На базе яслей-сада № 3 г. п. Шарковщина работает логопедическая группа.

Допрофессиональное и профессиональное обучение:
- «Хозяйка усадьбы», «Столяр-плотник» — УО «Шарковщинская ГОСШ № 2»;
- "Тракторист-машинист категории «А» — УО «Лужковская ГОСШ», УО «ГОСШ № 1 г. п. Шарковщина».

Внеклассная и внешкольная работа:
На базе центра внешкольной работы организовано 24 кружка, в которых занимаются 300 детей. Кружковой работой на базе школ охвачен 1471 учащийся.
В 2017 году в районе действовало 11 учреждений дошкольного образования (включая комплексы «детский сад — школа») с 477 детьми. В 2017/2018 учебном году действовало 11 учреждений общего среднего образования (в 2010/2011 учебном году — 24), в которых обучалось 1528 учеников. Учебный процесс в школах обеспечивали 267 учителей.
В 2016 году художественно-этнографический музей имени Язепа Дроздовича в аг. Германовичи (филиал в д. Городец) посетили 2,1 тыс. человек, мемориальный музей садовода-селекционера И. П. Сикоры в д. Алашки Большие  — 2 тыс. человек.

## Религия
По состоянию на начало 2019 года в районе действуют 8 православных религиозных общин, 4 римско-католические общины, 3 старообрядческие общины и др.

## Достопримечательность
- Католическая церковь Преображения Господня (1787) в аг. Германовичи
- Дворцово-парковый комплекс Ширинов (XVIII век) в аг. Германовичи
- Свято-Успенская церковь в аг. Германовичи. Памятник деревянного народного зодчества (начало XX века)
- Православная Успенская церковь (1912) в г. п. Шарковщина
- Усадьба Лопатинских (XIX в.), в том числе флигель, парк (фрагменты) в г. п. Шарковщина
- Усадьба Федоровичей (нач. XX в.), в том числе усадебный дом, парк в г. п. Шарковщина
- Усадьба Плятеров в д. Городец
- Часовня придорожная в д. Городец (конец XVIII века)
- Православная церковь Рождества Богородицы и ворота (брама) (1794 г.) в аг. Лужки
- Водяная мельница (конец XIX — начало XX вв.) в аг. Лужки
- Костёл Святого Михаила Архангела в аг. Лужки
- Комплекс объектов, связанных с именем И. П. Сикоры: дом, сад в Алашки Большие

### Памятник, заказник
- Браславские озёра (национальный парк)